# Lagocheirus jamaicensis
Lagocheirus jamaicensis là một loài bọ cánh cứng trong họ Cerambycidae.